# Шокин, Виктор Николаевич
Виктор Николаевич Шокин (укр. Віктор Миколайович Шокін; род. 4 ноября 1952, Киев, Украинская ССР, СССР) — украинский государственный деятель. Генеральный прокурор Украины (10 февраля 2015 — 3 апреля 2016). Государственный советник юстиции 2-го класса.

## Биография
Среднее образование получил в 1970 году в городе Киеве. В 1970—1972 годах учился в Украинской сельскохозяйственной академии. В 1972—1973 годах техник Центрального республиканского ботанического сада АН УССР Киева. В 1973—1975 годах проходил службу в Вооружённых Силах Советского Союза в Йошкар-Оле.
В 1980 году закончил Харьковский юридический институт.
С мая 1980 года работает в органах прокуратуры. В 1980—1989 годах — следователь, старший следователь прокуратуры Московского района Киева. В 1989—1994 годах — старший следователь, следователь по особо важным делам прокуратуры Киева. В 1994—1998 годах — начальник отдела надзора за соблюдением законов специальными подразделениями по борьбе с организованной преступностью прокуратуры Киева.
В 1998—2001 годах — следователь по особо важным делам управления по расследованию особо важных дел Генеральной прокуратуры Украины. Будучи следователем, отказался расследовать уголовное дело против Юлии Тимошенко. По собственным словам, именно за это и был уволен из органов прокуратуры.
После обновления с июля 2002 года — заместитель Генерального прокурора Украины, член коллегии Генеральной прокуратуры Украины. На этой должности в 2003 открыл уголовное дело против генерала Пукача, обвиняемого в убийстве Георгия Гонгадзе.
В июне 2003 года Виктор Шокин заявил о намерении Прокуратуры направить представление в Верховную раду о привлечении к уголовной ответственности депутатов Александра Турчинова, Степана Хмары и Николая Рудьковского. Заместитель генпрокурора рассказал о том, что депутаты зашли в Лукьяновский СИЗО, обругали сотрудников и применили к ним физическую силу. Депутаты дважды захватывали этот СИЗО, последний такой случай произошёл 20 июня. 21 июня 2003 года по данному факту было возбуждено уголовное дело по статьям 341, 343 и 345 Уголовного кодекса Украины. Депутаты требовали освобождения Геннадия Тимошенко и Антонины Болюры. Шокин отметил, что в этих незаконных действиях участвовала также Юлия Тимошенко.
С декабря 2004 года — заместитель Генерального прокурора Украины. В 2005 году начал следствие против Бориса Колесникова, Евгения Кушнарева и Игоря Коломойского. Коломойский в 2006 году свидетельствовал в Лондонском суде, что «Шокин работал в службе безопасности Порошенко в течение полутора лет до своего перехода на нынешнюю работу».
В конце июня 2014 года был назначен заместителем генерального прокурора Украины и избран членом коллегии Генпрокуратуры.
С 10 февраля 2015 года — Генеральный прокурор Украины. С 16 февраля 2015 года член Совета национальной безопасности и обороны Украины. 16 февраля 2016 года Виктор Шокин передал президенту Украины Петру Порошенко заявление об отставке, но в результате остался на посту. 29 марта Верховная рада 289 голосами проголосовала за отставку Виктора Шокина. 3 апреля Порошенко издал указ об увольнении Виктора Шокина с поста Генерального прокурора. 11 апреля 2016 года Виктор Шокин вышел на пенсию. 22 апреля Пётр Порошенко вывел Шокина из состава СНБО.

## Генеральный прокурор Украины
Как свидетельствовал сам Шокин, данное назначение явилось для него неожиданным: 9 февраля 2015 года вместе с генпрокурором Яремой на встрече с президентом Порошенко Ярема подал своё заявление об отставке и предложил Шокина своим преемником.
10 февраля президент Украины внёс в Верховную раду проекты постановлений об увольнении Виталия Яремы (в связи с его повышением в должности) и назначении Виктора Шокина Генеральным прокурором Украины. В тот же день Рада поддержала предложение Петра Порошенко.
В своём выступлении перед народными депутатами Виктор Шокин пообещал завершить расследование и передать в суд накопленные за последнее время так называемые громкие дела связанные с преступлениями режима Януковича, в первую очередь убийствами на Майдане. Он также заявил о намерении бороться с угрозой сепаратизма и терроризма. В ходе обсуждения кандидатуры Шокина Пётр Порошенко сказал, что знает его на протяжении более чем 15 лет и, перед тем как рекомендовать его, имел с ним несколько длинных разговоров. За назначение Шокина проголосовали 318 депутатов: 140 депутатов от «Блока Петра Порошенко», 63 от «Народного фронта», 32 от «Оппозиционного блока», 1 от «Самопомощи» (народный депутат Ирина Суслова), 14 от «Батькивщины», 19 от группы «Воля народа», 18 от группы «Экономическое развитие» и 31 внефракционный депутат.
Был подвергнут критике представителями фракций «Самопомощи» и «Радикальной партии Олега Ляшко» за весьма почтенный на момент назначения возраст — 62 года, а также за опыт работы в прокуратуре во времена президентства Леонида Кучмы. Эти две парламентские фракции воздержались от голосования. Народные депутаты Борислав Берёза и Игорь Луценко заявили о нарушении процедуры голосования, а именно о нескольких случаях неперсонального голосования.
Политолог Владимир Фесенко заявил, что назначение Шокина является попыткой снять общественное напряжение в годовщину расстрела Небесной сотни, а сам Шокин является президентской креатурой.
13 февраля на оперативном совещании Шокин поставил перед областными прокурорами задачу в максимально сжатые сроки добиться законного и качественного результата в расследовании уголовных производств, касающихся событий Евромайдана, расследование коррупционных преступлений, а также преступлений совершенными бывшими высокопоставленными чиновниками.
16 февраля 2015 года Шокин заявил, что сам будет контролировать дело Гонгадзе.
6 марта Шокин вместе со своим заместителем Давидом Сакварелидзе представил обществу стратегию реформирования органов прокуратуры Украины, которая была разработана с учётом американского и европейского опыта. Сакварелидзе заявил, что вместо 638 районных прокуратур на Украине будет создано 208 местных прокуратур. Генпрокурор Шокин в свою очередь подчеркнул, что на Украине на 100 тысяч населения 32 прокурора, в то время как в европейских странах их гораздо меньше. Президент Порошенко работу на должности генпрокурора Шокина оценил положительно, подчеркнув, что взяточникам место в тюрьмах.
В июне 2015 года глава СБУ Валентин Наливайченко в интервью отметил, что Шокин является прокурором, которому он полностью доверяет и с которым у него имеется полное взаимодействие.
Летом 2015 года в Гепрокуратуре Украины возник конфликт между заместителями генерального прокурора Давидом Сакварелидзе и Виталием Касько (с одной стороны); Виктором Гузырём и Юрием Столярчуком (с другой) по так называемому делу «бриллиантовых прокуроров» — первого замглавы следственного управления ГПУ Владимира Шапакина и зампрокурора Киевской области Александра Корнийца, пойманных на взятке в 150 тысяч долларов, итогом которого стало вмешательство Президента Порошенко и отставка Гузыря.
Деятельность Шокина на посту Генпрокурора критиковалась в парламенте. В сентябре 2015 года деятельность Шокина и ГПУ подверг публичной критике посол США на Украине Пайетт.
Генеральная прокуратура Украины заявляет, что бронированный автомобиль Mercedes стоимостью 19 млн гривен, на котором передвигается Виктор Шокин, арендует служба охраны из-за угрозы безопасности генпрокурора. По словам помощника генпрокурора Владислава Куценко, данный автомобиль арендован у юридической компании и не принадлежит Шокину, а аренда автомобиля обходится примерно в 10 тыс. гривен ежемесячно. "Из-за обнаружения в приемной Генпрокуратуры револьвера, а также после заявлений генпрокурора об угрозах его жизни, служба его охраны приняла решение арендовать бронированный автомобиль Mercedes. К сожалению, в Украине нет бронированных Daewoo и «Таврий», — сообщил Куценко.
В ноябре 2015 года президент Украины Порошенко заявил, что недоволен работой Генеральной прокуратуры.
Однако, как стало известно в декабре 2015 года, по мнению Порошенко, Шокин сохранит свою должность не менее, чем ещё год.
«Forbes» называет Шокина «одной из главных фигур в окружении президента».
11 февраля 2016 года специалист по Украине профессор Андерс Аслунд назвал «беспределом» то, что генеральный прокурор Украины Шокин и «серый кардинал» президента в парламенте Игорь Кононенко «так долго находятся у власти и мешают проведению реформ». С требованием уволить Шокина и назначить генпрокурором Юрия Луценко к Порошенко обращался вице-президент США Джо Байден. На встрече с руководством Украины Байден заявил, что если Шокина не уволят, Украина не получит миллиард долларов. Он предложил позвонить президенту США и убедиться в том, что данная позиция исходит от него, добавив: «Я уезжаю через шесть часов. Если прокурор не будет уволен, вы не получите деньги. Ну, сукин сын. Его уволили» (оригинал: «I’m leaving in six hours. If the prosecutor is not fired, you’re not getting the money. Well, son of a bitch. He got fired.»).
16 февраля 2016 года Порошенко предложил Шокину уйти в отставку с должности генерального прокурора. «Генпрокуратура, к сожалению, не смогла заручиться доверием общества. И именно поэтому на повестке дня стоит вопрос об отставке генпрокурора», — заявил Порошенко. 19 февраля пресс-секретарь Президента Украины Святослав Цеголко сообщил о том, что Администрация Президента Украины получила заявление Генерального прокурора Украины Виктора Шокина об отставке. Однако его оставили на посту.
Согласно соцопросу украинцев Институтом Горшенина в феврале 2016 года, Шокин стал одним из лидеров антирейтинга, негативно к нему относятся 73,2 % опрошенных, а поддерживают всего лишь 3,5 %.
16 марта 2016 года парламентский Комитет по вопросам законодательного обеспечения правоохранительной деятельности рекомендовал Верховной Раде Украины уволить В. Шокина с должности генерального прокурора.
29 марта 2016 года Верховная рада Украины 289 голосами депутатов, при необходимом минимуме в 226 голосов, отправила Виктора Шокина в отставку (после нажима со стороны США и ЕС).
3 апреля 2016 года Президент Украины Петр Порошенко уволил Виктора Шокина с должности генерального прокурора (указ № 124/2016 от 3 апреля 2016 года).

### Попытки восстановиться в должности
В марте 2017 года Шокин подал иск в Высший административный суд Украины, требуя признать незаконным и отменить указ президента Украины Петра Порошенко, которым его уволили с должности. Суд оставил иск без рассмотрения в связи с истечением сроков обращения. Шокин попытался оспорить это решение в Верховном суде Украины и восстановить его в должности генпрокурора, однако Кассационная административная палата Верховного суда Украины в октябре 2019 года в этом также отказала.
В середине февраля 2020 года Шокин вновь обратился в Верховный суд Украины с иском о восстановлении в должности, обосновывая свои исковые требования «новыми обстоятельствами», связанными с заявлением бывшего вице-президента США Джозефа Байдена, связанным с процессом его увольнения.

### Покушение на убийство
2 ноября 2015 года около 22:00 неизвестные обстреляли рабочий кабинет Генерального прокурора Украины Виктора Шокина в Киеве в момент проведения совещания. В результате обстрела никто не пострадал. 3 ноября Служба безопасности Украины открыла уголовное производство по факту покушения на Генерального прокурора Виктора Шокина по ст. 112 (посягательство на жизнь государственного или общественного деятеля) Уголовного кодекса Украины. По версии Генпрокуратуры, кабинет Виктора Шокина обстрелял снайпер, совершивший 3 выстрела и использовавший тепловизор. Кроме того, Генпрокуратура допускает, что позиция и наблюдательный пункт снайпера располагались в здании школы на ул. Гусовского (в соседнем со школой здании был сбит замок на дверях, ведущих на чердак). Бронированные стекла в кабинете позволили избежать смерти, так как стрелявший целился в область туловища и головы генпрокурора.

## Семья
- Дочь — Татьяна Горностаева — заместитель прокурора Одесской области;
- Зять — Алексей Горностаев — заместитель прокурора Киевского района города Одессы;
- Сват Виктора Шокина — Николай Горностаев — заместитель прокурора Днепропетровской области[44].

## Награды и звания
- Заслуженный юрист Украины (22 августа 2003) — за значительный личный вклад в государственное строительство, многолетний добросовестный труд и по случаю 12-й годовщины независимости Украины[45].
- Почетный работник прокуратуры Украины.
- Почётная грамота Верховной Рады Украины.